# Fred Churchill Leonard

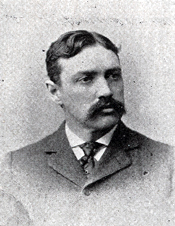
Fred Churchill Leonard (1896)

Fred Churchill Leonard (* 16. Februar 1856 in Elmer, Potter County, Pennsylvania; † 5. Dezember 1921 in Coudersport, Pennsylvania) war ein US-amerikanischer Politiker. Zwischen 1895 und 1897 vertrat er den Bundesstaat Pennsylvania im US-Repräsentantenhaus.

## Werdegang
Fred Leonard besuchte die öffentlichen Schulen seiner Heimat, die State Normal School in Mansfield und das Williston Seminary in Easthampton (Massachusetts). Danach studierte er bis 1883 am Yale College. Nach einem Jurastudium und seiner 1885 erfolgten Zulassung als Rechtsanwalt begann er in diesem Beruf zu arbeiten. Zunächst praktizierte er in Elmira im Staat New York und seit 1887 in Coudersport in Pennsylvania. Politisch schloss er sich der Republikanischen Partei an.
Bei den Kongresswahlen des Jahres 1894 wurde Leonard im 16. Wahlbezirk von Pennsylvania in das US-Repräsentantenhaus in Washington, D.C. gewählt, wo er am 4. März 1895 die Nachfolge von Albert Cole Hopkins antrat. Im Jahr 1896 wurde er von seiner Partei nicht mehr zur Wiederwahl nominiert. Daher konnte er bis zum 3. März 1897 nur eine Legislaturperiode im Kongress absolvieren.
Nach dem Ende seiner Zeit im US-Repräsentantenhaus betätigte sich Fred Leonard wieder als Anwalt. Zwischen 1898 und 1906 war er US Marshal. Dabei war er bis 1901 für den westlichen Teil seines Heimatstaates zuständig; danach übernahm er in gleicher Funktion den mittleren Distrikt. Außerdem stieg er in das Bankgewerbe ein. Er starb am 5. Dezember 1921 in Coudersport, wo er auch beigesetzt wurde.